# Ser’Darius Blain
Ser’Darius Blain (Amerikai Egyesült Államok, 1987. március 10. –) amerikai színész.
Legismertebb szerepe Anthony „Frigó” Johnson a Jumanji – Vár a dzsungel (2017) és a Jumanji – A következő szint (2019) című filmekben. Blain Galvin Burdette alakításáért is elismerést szerzett a The CW Charmed című sorozatának első évadában.

## Élete
1987. március 10-én született a New Jersey állambeli Parsippany-Troy Hillsben. Blain 12 éves korában kezdett el színészkedni, amikor segített édesanyjának átírni egy iskolai darab forgatókönyvét. Édesanyja, aki középiskolai angol- és drámatanárnő volt, főszerepet adott neki. Blain ennek köszönheti, hogy legyőzte félénkségét: „Szuper félénk fiú voltam, olyannyira, hogy kisfiúként anyám szoknyájába kapaszkodtam... Mindig is néztem a tévét, és azon tűnődtem, milyen lehet így élni.” 2007-ben a barátnője meggyőzte, hogy vegyen részt az Actors, Models & Talent For Christ programban, amelynek köszönhetően bejutott a New York Conservatory for Dramatic Arts-ra, ahol megismerkedett a menedzserével.

## Pályafutása
2009-ben diplomázott New Yorkban, és ez idő alatt olyan filmekben kapott szerepet, mint a Camp X-Ray és a Csapatjáték. Blain játszotta Anthony „Frigó” Johnsont a Jumanji – Vár a dzsungel (2017) és annak 2019-es folytatásában, valamint Briana Evigan és David A. Gregor mellett feltűnt James Kicklighter rendező Angel of Anywhere című rövidfilmjében.
2018 februárjában állandó szerepet kapott a The CW által sugárzott Charmed című fantasy drámasorozatának első évadában, amely az 1998-as azonos című sorozat rebootja. A reboot „középpontjában három nővér áll egy egyetemi városban, akik felfedezik, hogy boszorkányok”. Blain Galvin tudós szerepét alakította, aki a sorozat egyik nővérének, Macy Vaughnnak (Madeleine Mantock játssza) a barátja.

## Filmográfia
| Év   | Magyar cím                   | Eredeti cím                    | Szerep                  | Magyar hang |
| ---- | ---------------------------- | ------------------------------ | ----------------------- | ----------- |
| 2011 | Gumiláb                      | Footloose                      | Woody                   | Papp Dániel |
| 2013 | Star Trek – Sötétségben      | Star Trek Into Darkness        | amerikai vörösinges     |             |
| 2014 |                              | Camp X-Ray                     | Jackson                 |             |
| 2014 | Csapatjáték                  | When the Game Stands Tall      | Cameron Colvin          |             |
| 2016 | Elcsábítva                   | Seduced                        | Sean                    |             |
| 2017 |                              | Maybe Someday                  | Skip                    |             |
| 2017 | Jumanji – Vár a dzsungel     | Jumanji: Welcome to the Jungle | Anthony „Frigó” Johnson | Ember Márk  |
| 2019 |                              | Beneath the Leaves             | Josh Ridley             |             |
| 2019 |                              | Bolden                         | Willie Cornish          |             |
| 2019 | Jean Seberg minden rezdülése | Seberg                         | Louis Lewis             |             |
| 2019 | Megkésett kitüntetés         | The Last Full Measure          | Takoda fiatalon         |             |
| 2019 | Jumanji – A következő szint  | Jumanji: The Next Level        | Anthony „Frigó” Johnson | Ember Márk  |
| 2021 | Esélytelenből halhatatlan    | American Underdog              | Mike Hudnutt            | Papp Dániel |
| 2021 | Fortress: Az erődítmény      | Fortress                       | Ulysses                 | Papp Dániel |
| 2022 | Fortress: Célkeresztben      | Fortress: Sniper's Eye         | Ulysses                 | Papp Dániel |

Rövidfilmek
- Sucker Punch (2009) – harcos
- The Truth About Lies (2010) – Michael
- Empty Sandbox (2011) – Cane
- Belizean James: No Gold Anything (2012, videóklip)
- Private War (2012) – White tizedes
- Hearts Gamble (2013) – DC
- The Gram (2016) – Ő
- Angel of Anywhere (2017) – Brian

### Televízió
| Év        | Magyar cím                 | Eredeti cím         | Szerep           | Megjegyzés                                 |
| --------- | -------------------------- | ------------------- | ---------------- | ------------------------------------------ |
| 2010      |                            | My Life in Facebook | Bob #1           | 1 epizód                                   |
| 2010      |                            | Meet the Browns     | Mack Tight       | 1 epizód                                   |
| 2012      |                            | Jane by Design      | Carter           | mellékszereplő                             |
| 2012      | Vámpírnaplók               | The Vampire Diaries | Chris            | 1 epizód                                   |
| 2012      |                            | Black Book          | William James    | televíziós próbaepizód                     |
| 2013      | NCIS                       | NCIS                | magas játékos    | 1 epizód                                   |
| 2014      | Csajos hármas              | Super Fun Night     | TF Green         | 1 epizód                                   |
| 2015      |                            | Survivor's Remorse  | Jupiter Blackmon | mellékszereplő                             |
| 2016      | Bűnös Chicago              | Chicago P.D.        | Brian Johnson    | 1 epizód                                   |
| 2016      | Shameless – Szégyentelenek | Shameless           | Chuku            | 1 epizód                                   |
| 2016      |                            | Sweet/Vicious       | Damon Avery      | 1 epizód                                   |
| 2018–2019 |                            | Charmed             | Galvin Burdette  | főszereplő (1. évad)                       |
| 2021      | A nagy ugrás               | The Big Leap        | Reggie Sadler    | - főszereplő - magyar hangja: - Pál Tamás  |
| 2022      | Mozgalmas nyár             | Caribbean Summer    | Ford             | - tévéfilm - magyar hangja: - Tokaji Csaba |
| 2024      | Will Trent                 | Will Trent          | Luke             | 3 epizód                                   |
| 2024      |                            | Christmas On Call   | Wes Sullivan     | Hallmark Channel tévéfilm                  |
| 2025      | Az újonc                   | The Rookie          | Teddy            | 2 epizód                                   |

### Videójátékok
| Év   | Cím                | Szerep           |
| ---- | ------------------ | ---------------- |
| 2013 | Grand Theft Auto V | A helyi lakosság |
| 2018 | NBA 2K19           | Nickyle Strong   |